# Distretto di Barclayville
Il distretto di Barclayville è un distretto della Liberia facente parte della contea di Grand Kru.